# Advise and Consent
Advise & Consent (bra: Tempestade sobre Washington) é um filme estadunidense de 1962, em preto e branco, do gênero drama, dirigido por Otto Preminger, roteirizado por Wendell Mayes, baseado no romance homônimo de Allen Drury.

## Sinopse
A escolha pelo presidente norte-americano de um não popular secretário de estado, levam a chantagem e o suicídio de um senador.[carece de fontes?]

## Elenco
- Henry Fonda ....... Robert Leffingwell

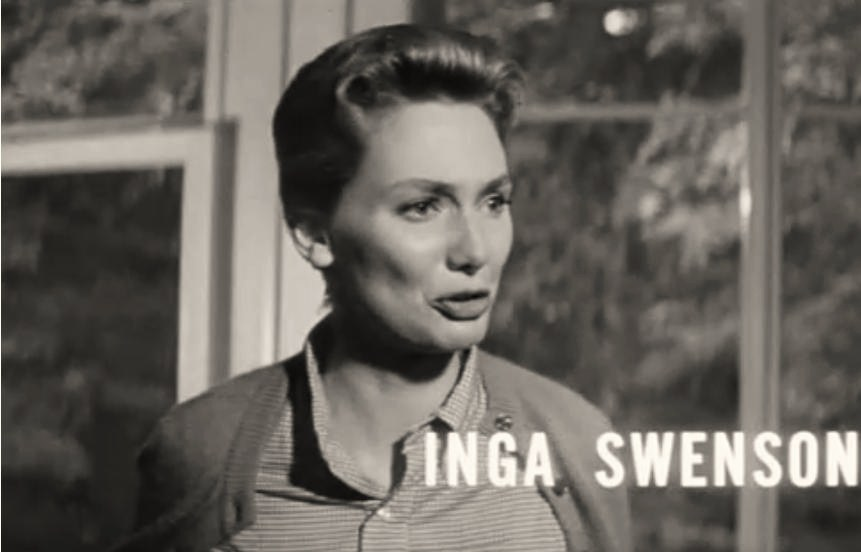
Inga Swenson em cena do trailer do filme

- Charles Laughton ....... Senador Seabright Cooley
- Don Murray ....... Senador Brigham Anderson
- Walter Pidgeon ....... Líder da maioria no senado
- Peter Lawford ....... Senador Lafe Smith
- Gene Tierney ....... Dolly Harrison
- Franchot Tone ....... o Presidente
- Lew Ayres ....... o Vice Presidente
- Burgess Meredith ....... Herbert Gelman
- Eddie Hodges ....... Johnny Leffingwell
- Paul Ford ....... Senador Stanley Danta
- George Grizzard ....... Senador Fred Van Ackerman
- Inga Swenson ....... 	… 	Ellen Anderson
- Paul McGrath ....... 	… 	Hardiman Fletcher
- Will Geer ....... Líder da minoria no senado